# خداداد فرمانفرمائیان
شاهزاده خداداد فرمانفرمائیان (زاده ۱۸ اردیبهشت ۱۳۰۷ – درگذشته ۲۵ آذر ۱۳۹۴) از خانواده فرمانفرمائیان، از نوادگان پسری فتحعلی‌شاه و از نوادگان دختری ناصرالدین‌شاه وی پسر هفتم شاهزاده عبدالحسین میرزا فرمانفرما و شاهدوخت (همدم السلطنه قاجار )است،اقتصاددان و رئیس پیشین بانک مرکزی و سازمان برنامه و بودجه ایران بود. وی همچنین سابقه عضویت در شورای عالی پول و اعتبار، شورای عالی اقتصاد و ریاست هیئت مدیره بانک صنایع را در کارنامه داشت. فرمانفرمائیان در زمان مسئولیت، نقش مهمی در ایجاد و بهبود ساختار برنامه‌ریزی و مفهوم آن در ایران ایفا کرد.

## زندگی
شاهزاده خداداد میرزا فرمانفرمائیان در ۱۸ اردیبهشت ۱۳۰۷ در تهران متولد شد. وی هفدهمین پسره شاهزاده عبدالحسین میرزا فرمانفرما نتیجه فتحعلی‌شاه نوه عباس میرزا و همسر پنجم اش شاهدخت (همدم السلطنه قاجار)دختر ناصرالدین‌شاه  و انیس‌الدوله بود. شاهزاده خداداد تنها دو نوه پسر با نام های فرهاد شریف فرمانفرمائیان و اهورا فرزاد شریف فرمانفرمائیان  از فرزند اخر خود داریوش شریف فرمانفرمائیان داشتند  ،ابتدا به مدرسه تربیت فرستاده شد ولی پس از تعطیلی این مدرسه به اتهام ارتباط با بهائیت، در مدرسه  شاپور  ادامه تحصیل داد. خداداد دوران دبیرستان را ابتدا در دبیرستان  ایرانشهر و سپس دبیرستان البرز مشغول تحصیل بود که به بیروت فرستاده شد و آنجا در کالج وابسته به دانشگاه آمریکایی بیروت توانست دیپلم خود را بگیرد.

پس از پایان جنگ دوم جهانی او توانست برای رفتن به انگلستان ویزا بگیرد و در آنجا به یک آموزشگاه راهنما   ثبت نام کند تا اورا برای کسب نمرهٔ الف  درآزمون‌های تعیین سطح و ورود به دانشگاه لندن آماده کند. ولی پس از تلاشی ناموفق برای ورود به دانشگاه‌های بریتانیا، به فکر ترک انگلستان و عزیمت به ایالات متحده افتاد، چون درلندن  هنوزدر سال‌های پساجنگ، یعنی ۱۹۴۶-۴۷،  غذا جیره‌بندی بود تا جائی  که خواهرش -که در آن هنگام همسر سفیر ایران در  انگلیس بود- معمولاً ازاو خرجی زیادی می‌گرفت تا بتواند هفته‌ای یک وعده غذایی خوبی برایش فراهم نماید. به گفته او: «به طور کلی قوت غالبمان نشاسته، سیب‌زمینی، نان و امثالهم بود و بسیار کم پروتئین می‌خوردیم.»
فرمانفرمائیان در سال ۱۹۴۷ (۱۳۲۵ ه.ش)  به آمریکا رفت و در شهر گریلی، کلرادو و در دانشکده علوم تربیتی کلرادو مشغول به تحصیل شد. در همان شهر بود که با جوانا هیلتون نوه تاجر معروف کنراد هیلتون آشنا شد و پس از مدت کوتاهی با وی ازدواج کرد. محیط کوچک دانشکده به مذاق خداداد فرمانفرمائیان خوش نمی‌آمد و علاقه‌مند بود که دانشگاهی با استانداردهای بالاتر و بزرگتر را تجربه کند، از همین روی به دانشگاه استنفورد رفت. در استنفورد توانست مدرک کارشناسی و کارشناسی ارشدش را اخذ کند و دخترش کتایون نیز در همین شهر متولد شد.

پس از تمام شدن دروس دوره دکترا در دانشگاه کلرادو، برای تدریس به دانشگاه براون رفت و دو سال در آنجا درس داد. در پاییز ۱۹۵۷ و پس از آن‌که مدتی را به عنوان پژوهشگر با دانشگاه هاروارد همکاری کرد، به عنوان استاد در دانشگاه پرینستون مشغول به تدریس شد.
خداداد فرمانفرمائیان به دعوت و اصرار ابوالحسن ابتهاج که قصد داشت دفتر اقتصادی سازمان برنامه را راه‌اندازی کند به ایران بازگشت و ریاست دفتر اقتصادی را بر عهده گرفت.
وی بعدها به ریاست بانک مرکزی ایران و سازمان برنامه و بودجه ایران رسید و نقش مهمی در تدوین برنامه‌های سوم و پنجم توسعه ایران در زمان پهلوی داشت. پس از استعفا از ریاست سازمان برنامه و بودجه به علت اختلاف با هویدا، رئیس هیئت مدیره بانک صنایع شد و تا زمان انقلاب ۱۳۵۷ در این سمت بود.

## درگذشت
او در چهارشنبه ۲۵ آذر ۱۳۹۴ در لندن درگذشت.